# Junior Express
Junior Express é uma série de televisão infantil argentina criada pelo ator Diego Topa e exibido pelo Disney Junior América Latina entre 27 de julho de 2013 e 4 de abril de 2020. Se passa em um monotrilho onde Topa (Diego Topa) e os demais passageiros fazem viagens para, no fim dos episódios, tocarem músicas nas estações onde param.
A série foi criada pelo ator argentino Diego Topa e teve cinco temporadas, com um total de 120 episódios. Por ser uma série musical, teve quatro álbuns de trilha sonora cujas canções foram todas cantadas pelo próprio Topa e os outros integrantes do elenco. Com a repercussão da série e da trilha sonora, o elenco fez diversas apresentações ao vivo em diversos países da América Latina.
Em 2019, Topa anunciou a produção da quinta temporada e o fim da série, além do subsequente spin-off El Ristorantino de Arnoldo; esta série, que contou com Arnaldo e Francis (interpretados por Diego e Julio Graham na série original), durou apenas dezoito episódios contidos em uma única temporada, e foi posteriormente removida do Disney+.

## Enredo
A série gira em torno de um monotrilho chamado Junior Express, cujo capitão, Topa (Diego Topa), viaja com uma equipe de amigos fazendo recitais nas diferentes estações em que param,sendo que cada viagem tem uma nova aventura. Com ele, viaja a equipe composta pela condutora Lila (Irene Goldszer), o garçom Francis (Julio Graham), o luthier e afinador de instrumentos Natalio (Enzo Ordeig), o cozinheiro Arnoldo (também interpretado por Diego Topa), a aeromoça Melody (Mariana Magaña), a camareira Doris (Stephie Caire) e os músicos Ronaldo (Brian Cazeneuve), Roberto (Joel Cazeneuve) e Carlos (Hugo Rodriguez), os Bobies. 

## Estreia
No final de 2012, as gravações começaram. O programa estreou em 27 de julho de 2013 na Argentina e em 30 de novembro de 2013 no México. O segundo episódio da primeira temporada estreou em 24 de março de 2014, e o último episódio estreou em 26 de maio de 2014. A segunda temporada estreou em 10 de agosto de 2014. O segundo episódio da segunda temporada estreou em 8 de dezembro de 2014 e o último episódio em 13 de abril de 2015. A terceira temporada estreou em 3 de agosto de 2015. O restante da terceira temporada esteve em exibição entre maio de 2016 e 22 de agosto de 2016. A quarta temporada estreou em 5 de junho de 2017 com o aparecimento dos novos personagens. A quinta temporada estreou em 4 de março de 2019.

## Elenco e personagens

### Elenco e participações
| Ator              | Personagem                   | Temporada         | Temporada    | Temporada    | Temporada | Temporada |
| Ator              | Personagem                   | 1                 | 2            | 3            | 4         | 5         |
| Principal         | Principal                    | Principal         | Principal    | Principal    | Principal | Principal |
| ----------------- | ---------------------------- | ----------------- | ------------ | ------------ | --------- | --------- |
| Diego Topa        | Topa                         | Regular           | Regular      | Regular      | Regular   | Regular   |
| Brian Cazeneuve   | Bobie Ronaldo (Rulo Rolando) | Regular           | Regular      | Regular      | Regular   | Regular   |
| Joel Cazeneuve    | Bobie Roberto (Rulo Ricardo) | Regular           | Regular      | Regular      | Regular   | Regular   |
| Hugo Rodriguez    | Bobie Carlos (Rulo Carlos)   | Regular           | Regular      | Regular      | Regular   | Regular   |
| Julio Graham      | Francis                      | Regular           | Regular      | Regular      | Regular   | Regular   |
| Diego Topa        | Arnoldo                      | Regular           | Regular      | Regular      | Regular   | Regular   |
| Irene Goldszer    | Lila                         | Regular           | Regular      | Regular      | Regular   | Regular   |
| Enzo Ordeig       | Natalio                      | Regular           | Regular      | Regular      | Regular   | Regular   |
| Mariana Magaña    | Melody                       | Regular           | Regular      | Regular      | —         | —         |
| Stephie Caire     | Doris                        | Regular           | Regular      | Regular      | Regular   | —         |
| Berenice Gandullo | Josefina                     | Apenas mencionada | Participação | Participação | Regular   | Regular   |
| Paola Albo        | Harmony                      | —                 | —            | —            | Regular   | Regular   |

### Personagens
- Topa (interpretado por Diego Topa) é o capitão do Junior Express, É também a voz da banda e quem compõe as músicas. Resolva com humor e boa predisposição os diferentes problemas que surgem no monotrilho durante cada episódio.
- Los Rulos (Os Bobies) (interpretados por Brian, Joel Cazeneuve e Hugo Rodriguez) são os trigêmeos que acompanham Topa em suas músicas como músicos e segunda voz, banda ou dançarinos, distinguíveis pelo grande cacho em suas cabeças, também são distinguíveis pela cor de suas roupas: Rulo Ricardo (Joel Cazeneuve) veste laranja, Rulo Rolando (Brian Cazeneuve) veste azul e Rulo Carlos (Hugo Rodriguez) veste roxo. Eles são muito travessos, mas sempre aprendem com seus erros.
  - Rulo Rolando (Bobie Ronaldo) (interpretado por Brian Cazeneuve) toca guitarra e veste azul.
  - Rulo Ricardo (Bobie Roberto) (interpretado por Brian Cazeneuve) toca baixo e veste laranja.
  - Rulo Carlos (Bobie Carlos) (interpretado por Hugo Rodriguez) toca bateria e veste roxo.
- Francis (interpretado por Julio Graham) é o garçom do Junior Express. Ele é responsável e muito obediente, tanto que não sabe dizer não e sempre tenta fazer com que todos concordem e sejam felizes.
- Arnoldo (interpretado por Diego Topa) é o cozinheiro do monotrilho. Ele é muito egoísta e também muito sensível é o chefe de Francisco, que às vezes é maltratado, embora no fundo sejam grandes amigos.  Ele também gosta que tudo o que faz é perfeito.
- Lila (interpretado por Irene Goldszer) é a condutora do monotrilho e que conhece perfeitamente os controles e toda a operação do Junior Express. Seu assistente fiel é o GPS com o qual ele mantém diálogos divertidos e se guia na estrada, todos os dias, ao iniciar uma viage defina o percurso e planeje o percurso com o Capitão Topa.
- Natalio (interpretado por Enzo Ordeig) é o luthier e afinador dos instrumentos musicais da banda Topa e os Bobies. Um pouco esquecido, exceto quando ele tem que fazer seu trabalho, no qual ele é brilhante e se lembra de tudo, às vezes ele pergunta onde fica a cabine de controle.
- Melody (interpretado por Mariana Magaña; temporadas 1–3) é a aeromoça do Junior Express. Ela gosta de se sentir útil e quando finalmente é se sente uma vencedora. Responde rapidamente à palavra "ajuda", fazendo uma aparição pronta para corrigir problemas, desde a quarta temporada, ela não é mais a aeromoça Junior Express, porque foi à lua trabalhar com Aquiles Trella, pelo qual é mencionada apenas em alguns episódios. No entanto, ele reapareceu, através de uma vídeo chamada para o Junior Express no episódio "The Moonstone", onde ele também envia uma Moonstone para Harmony.
- Doris (interpretada por Stephie Caire; temporadas 1–4) é a figurinista responsável pela imagem de Topa e os Bobies em cada apresentação. Ela é muito simpática e faladora, ela também é cabeleireira e maquiadora, e sua última aparição foi no episódio "Una Vestuarista en Apuros", onde ela explica, porque não estará mais no resto da quarta e quinta temporada, pois estará de férias na praia. Mesmo assim, ainda é mencionada nos seguintes episódios.
- Josefina (interpretado por Berenice Gandullo; temporadas 4–5) é a melhor amiga de Doris e sua substitutoa a partir da quarta temporada. Na primeira temporada, ela é muito mencionada por ela, na segunda e terceira temporadas, ela já aparece nos capítulos de "La Isla de los Cabezones" e "El Parade" e no episódio "Las Rulas" da quarta temporada, ela sempre viaja com o Junior Express como figurinista. Ela é tagarela, mas não mostra tanto quanto Doris.
- Harmony (interpretado por Paola Albo; temporadas 4–5) é a aeromoça do Junior Express desde a quarta temporada para substituir sua irmã Melody. Ela é muito calma e faz seu trabalho muito bem. Ela faz aulas de ioga e, quando os membros da tripulação do monotrilho estão nervosos, ela faz o kettledrum e eles se acalmam.

## Temporadas
| Temporada | Temporada | Episódios | Estreia original (Argentina) | Estreia original (Argentina) |
| Temporada | Temporada | Episódios | Estreia                      | Final de temporada           |
| --------- | --------- | --------- | ---------------------------- | ---------------------------- |
|           | 1         | 18        | 27 de julho de 2013          | 26 de maio de 2014           |
|           | 2         | 26        | 10 de agosto de 2014         | 13 de abril de 2015          |
|           | 3         | 25        | 3 de agosto de 2015          | 5 de junho de 2017           |
|           | 4         | 28        | 6 de junho de 2017           | 20 de agosto de 2018         |
|           | 5         | 23        | 4 de março de 2019           | 4 de abril de 2020           |

### 1.ª temporada (2013–14)
| N.° total | N.° na temporada | Título original                |
| --------- | ---------------- | ------------------------------ |
| 1         | 01               | "Estación verduras"            |
| 2         | 02               | "Estación selva"               |
| 3         | 03               | "Estación colores"             |
| 4         | 04               | "Estación amistad"             |
| 5         | 05               | "Eco estación"                 |
| 6         | 06               | "Estación juguetes"            |
| 7         | 07               | "Estación deportes"            |
| 8         | 08               | "Estación burbujas"            |
| 9         | 09               | "Estación alegría"             |
| 10        | 10               | "Estación aromas"              |
| 11        | 11               | "Estación estrellas"           |
| 12        | 12               | "Walter, el grillo cantor"     |
| 13        | 13               | "Juguemos al tenis de mesa"    |
| 14        | 14               | "Adivina quién soy"            |
| 15        | 15               | "El desierto de sal"           |
| 16        | 16               | "Estación primavera"           |
| 17        | 17               | "Estación bichos"              |
| 18        | 18               | "La Sierra de los Dinosaurios" |

### 2.ª temporada (2014–15)
| N.º total | N.º en la temporada | Nombre del episodio                        |
| --------- | ------------------- | ------------------------------------------ |
| 19        | 01                  | "Estación disfraces"                       |
| 20        | 02                  | "Lluvia de estrellas"                      |
| 21        | 03                  | "Estación invierno"                        |
| 22        | 04                  | "La muela"                                 |
| 23        | 05                  | "La calabaza embrujada"                    |
| 24        | 06                  | "Lady Pink"                                |
| 25        | 07                  | "El inspector"                             |
| 26        | 08                  | "La isla de los cabezones"                 |
| 27        | 09                  | "La crítica de cocina"                     |
| 28        | 10                  | "El misterio de las cosas que desaparecen" |
| 29        | 11                  | "La orquesta Express"                      |
| 30        | 12                  | "La catarata de los dos arcoíris"          |
| 31        | 13                  | "El príncipe Toribio"                      |
| 32        | 14                  | "Una Navidad especial"                     |
| 33        | 15                  | "Frambuesas"                               |
| 34        | 16                  | "Sólo por hoy"                             |
| 35        | 17                  | "El fantasma guitarrista"                  |
| 36        | 18                  | "Lago espejo"                              |
| 37        | 19                  | "El botón rojo"                            |
| 38        | 20                  | "El camarero misterioso"                   |
| 39        | 21                  | "El frutal exótico"                        |
| 40        | 22                  | "El talismán mágico"                       |
| 41        | 23                  | "La ballena"                               |
| 42        | 24                  | "El tesoro pirata"                         |
| 43        | 25                  | "El faro del sur"                          |
| 44        | 26                  | "La gran pirámide"                         |

### 3.ª temporada (2016–17)
| N.º total | N.º en la temporada | Nombre del episodio        |
| --------- | ------------------- | -------------------------- |
| 45        | 01                  | "La fórmula secreta"       |
| 46        | 02                  | "Un viaje sin capitán"     |
| 47        | 03                  | "Gorila a bordo"           |
| 48        | 04                  | "La hermana de Topa"       |
| 49        | 05                  | "Exposición de juguetes"   |
| 50        | 06                  | "Una Nochebuena diferente" |
| 51        | 07                  | "El desfile"               |
| 52        | 08                  | "Natalio sonámbulo"        |
| 53        | 09                  | "Que sí, que no"           |
| 54        | 10                  | "La mala suerte"           |
| 55        | 11                  | "El chef italiano"         |
| 56        | 12                  | "Vida musical"             |
| 57        | 13                  | "La mecánica"              |
| 58        | 14                  | "Adivina adivinador"       |
| 59        | 15                  | "La piñata"                |
| 60        | 16                  | "La reina de las artes"    |
| 61        | 17                  | "Un rulo sin rulo"         |
| 62        | 18                  | "La gran tormenta"         |
| 63        | 19                  | "El regreso de Lady Pink"  |
| 64        | 20                  | "La flor blanca"           |
| 65        | 21                  | "Campamento con Florencio" |
| 66        | 22                  | "Un concierto sin Topa"    |
| 67        | 23                  | "El barco hundido"         |
| 68        | 24                  | "Confusión tecnológica"    |
| 69        | 25                  | "Perdido en el espacio"    |
| 70        | 26                  | "Ayuda espacial"           |

### 4.ª temporada (2017–18)
| N.º total | N.º en la temporada | Nombre del episodio          |
| --------- | ------------------- | ---------------------------- |
| 71        | 01                  | "Bienvenida, Harmony"        |
| 72        | 02                  | "La canción del camarero"    |
| 73        | 03                  | "Las Rulas"                  |
| 74        | 04                  | "Mejores amigas"             |
| 75        | 05                  | "La tristeza pegajosa"       |
| 76        | 06                  | "El Ristorantino Express"    |
| 77        | 07                  | "El polizón romántico"       |
| 78        | 08                  | "El líder de la banda"       |
| 79        | 09                  | "Pegados"                    |
| 80        | 10                  | "Angie y sus amigos"         |
| 81        | 11                  | "Flor de Bienvenida"         |
| 82        | 12                  | "El pícnic"                  |
| 83        | 13                  | "Bromas pesadas"             |
| 84        | 14                  | "Aburrido"                   |
| 85        | 15                  | "Un cuento de cumpleaños"    |
| 86        | 16                  | "Una vestuarista en apuros"  |
| 87        | 17                  | "A dormir"                   |
| 88        | 18                  | "El chocolate"               |
| 89        | 19                  | "La fan"                     |
| 90        | 20                  | "Un tripulante muy especial" |
| 91        | 21                  | "El dragón"                  |
| 92        | 22                  | "El imitador"                |
| 93        | 23                  | "La pulga"                   |
| 94        | 24                  | "El pastel con patas"        |
| 95        | 25                  | "Vasos musicales"            |
| 96        | 26                  | "Pesadilla"                  |
| 97        | 27                  | "El buzo perdido"            |

### 5.ª temporada (2019–20)
| N.º total | N.º en la temporada | Nombre del episodio           |
| --------- | ------------------- | ----------------------------- |
| 98        | 01                  | "EMA"                         |
| 99        | 02                  | "Aprendiz de cocinero"        |
| 100       | 03                  | "El genio"                    |
| 101       | 04                  | "El granito"                  |
| 102       | 05                  | "El plato irresistible"       |
| 103       | 06                  | "La máquina expendedora"      |
| 104       | 07                  | "Recuerdos felices"           |
| 105       | 08                  | "El virus"                    |
| 106       | 09                  | "Tres Rulos arrepentidos"     |
| 107       | 10                  | "La gotita"                   |
| 108       | 11                  | "Ronquidos"                   |
| 109       | 12                  | "El mago francis"             |
| 110       | 13                  | "La teletransportación"       |
| 111       | 14                  | "Cherry, la plantita"         |
| 112       | 15                  | "El rulo más valiente"        |
| 113       | 16                  | "Mal olor"                    |
| 114       | 17                  | "El entrenamiento de Arnoldo" |
| 115       | 18                  | "La piedra lunar"             |
| 116       | 19                  | "La pesadilla de Lila"        |
| 117       | 20                  | "Enamorados"                  |
| 118       | 21                  | "El pijama de osito"          |
| 119       | 22                  | "Noche de yoga"               |
| 120       | 23                  | "El regalo de cumpleaños"     |

## Discografia

### Junior Express
O álbum Junior Express foi lançada originalmente na Argentina em 2014, no formato de CD e streaming digital pela Walt Disney Records em espanhol.
| N.º            | Título                                                               | Intérprete(s) | Duração |  |
| 1.             | "Junior Express" (Tema da série)                                     | Diego Topa | 02:09   |  |
| 2.             | "El Juego de las Verduras" (O Jogo de Vegetais)                      | Diego Topa | 02:37   |  |
| 3.             | "Somos los Rulos" (Somos os Bobies)                                  | Joel Cazeneuve, Brian Cazeneuve, Hugo Rodríguez                                                                                          | 01:46   |  |
| 4.             | "El Baile de la Selva" (A Dança da Selva)                            | Diego Topa | 02:21   |  |
| 5.             | "Es Así, es Doris" (É assim, é Doris)                                | Diego Topa & Stephie Camarena | 02:48   |  |
| 6.             | "Bichos"                                                             | Diego Topa & Stephie Camarena | 02:45   |  |
| 7.             | "Los juguetes nos alegran el día" (Os brinquedos iluminam nosso dia) | Diego Topa | 02:23   |  |
| 8.             | "Cabina de Control" (Cabine de Controle)                             | Irene Goldszer & Enzo Ordeig | 03:07   |  |
| 9.             | "Todos a Moverse" (Todos para Mover)                                 | Diego Topa, Julio Graham, Stephie Camarena, Mariana Magana, Enzo Ordeig, Irene Goldszer, Joel Cazeneuve, Brian Cazeneuve, Hugo Rodriguez | 02:42   |  |
| 10.            | "Aromas"                                                             | Diego Topa | 01:51   |  |
| 11.            | "La Naturaleza sonreirá" (A natureza vai sorrir)                     | | 02:26   |  |
| 12.            | "Tarantela de Arnoldo"                                               | Diego Topa & Julio Graham | 01:59   |  |
| 13.            | "Hacerte Viajar" (Faça você viajar)                                  | | 02:13   |  |
| 14.            | "SuperTopa"                                                          | Diego Topa | 02:35   |  |
| 15.            | "Amigos Queridos"                                                    | Diego Topa | 02:58   |  |
| Duração total: | Duração total:                                                       | Duração total: | 36:40   |  |

### Un Nuevo Viaje
Un Nuevo Viaje é o segundo álbum de trilha sonora de série de televisão de mesmo nome, lançada em 2015.
Listas de faixas
1. Un Nuevo Viaje (Uma nova viagem)
2. La fiesta bajo el mar (A festa no fundo do mar)
3. Así es la música (Essa é a música)
4. Aquí está Melody
5. Arte Hay en Todas Partes (A arte está em toda parte)
6. Ando Buscando (Estou procurando)
7. Canción de Natalio
8. A Calentar el Cuerpo (Para aquecer o corpo)
9. Noche de Terror (Noite de Terror)
10. A Jugar con Disfraces (Para brincar com Fantasias)
11. La Magia es Increíble
12. Dame una Fruta (Me dê uma fruta)

### Lo que llevas en tu Corazón
Lo que llevas en tu Corazón é o terceiro álbum de trilha sonora da série, lançado em 17 de junho de 2016 pela Walt Disney Records e Universal Music Group (México), em CD e streaming digital.
| N.º            | Título                                                 | Duração |  |
| 1.             | "Dentro de tu Corazón" (Dentro do seu coração)         | 02:28   |  |
| 2.             | "Lo que te Gusta Hacer" (O que você gosta de Fazer)    | 03:34   |  |
| 3.             | "Cuántas nubes" (Quantas nuvens)                       | 02:59   |  |
| 4.             | "Ay! que Miedo" (Ai! que medo)                         | 02:29   |  |
| 5.             | "La Nave" (A nave)                                     | 01:48   |  |
| 6.             | "Baila, Baila" (Dança, Dança)                          | 03:46   |  |
| 7.             | "Canción de Las Herramientas" (Canção das Ferramentas) | 02:12   |  |
| 8.             | "Reciclar, Reciclar"                                   | 02:06   |  |
| 9.             | "Piñata" (Pinhata)                                     | 02:30   |  |
| 10.            | "Canta con Nosotros" (Cante Conosco)                   | 02:56   |  |
| 11.            | "Viajar por El Espacio" (Viajando pelo Espaço)         | 02:01   |  |
| 12.            | "Verano" (Verão)                                       | 02:11   |  |
| 13.            | "A volar" (A Voar)                                     | 02:42   |  |
| Duração total: | Duração total:                                         | 33:42   |  |

### Porque yo te Quiero
Porque yo te Quiero é o quatro e o último álbum da trilha sonora da série homônima, foi lançada em CD e streaming digital em 19 de maio de 2017.
| N.º            | Título                                           | Duração |  |
| 1.             | "Porque yo te Queiro"                            | 02:12   |  |
| 2.             | "Primavera"                                      | 02:17   |  |
| 3.             | "Acuarela"                                       | 03:41   |  |
| 4.             | "Permiso"                                        | 02:21   |  |
| 5.             | "Soy Harmony"                                    | 03:01   |  |
| 6.             | "Son solo Sueños"                                | 02:35   |  |
| 7.             | "La mejor conexión"                              | 02:39   |  |
| 8.             | "Funiculì, Funiculà"                             | 02:25   |  |
| 9.             | "Las Cuatro Estaciones"                          | 02:24   |  |
| 10.            | "Compartir con Los Demás"                        | 03:20   |  |
| 11.            | "No te Rindas"                                   | 02:13   |  |
| 12.            | "A ordenar"                                      | 02:21   |  |
| 13.            | "Compartir con Los Demás" (Versão de Diego Topa) | 03:22   |  |
| Duração total: | Duração total:                                   | 34:51   |  |

## Final da série e spin-off
Em 2019, o ator Diego Topa afirmou que a quinta temporada seria a última a ser gravada para o programa, após cinco anos de gravação. Tal temporada foi exibida até 2020. Mas o mesmo ator anunciou que em janeiro de 2021 uma nova série estrelada por ele será lançada, chamada O Restaurante do Arnoldo, com Arnoldo (Diego Topa) e Francis (Julio Graham) como protagonistas. O enredo consistirá nos eventos que acontecerão na Bahia Bonita, onde Arnoldo abre um restaurante, mas os irmãos Malvatti abrem uma lanchonete do outro lado da rua e estão competindo.
A série teve 18 episódios em sua primeira temporada, e terá como foco as aventuras gastronômicas de Arnoldo e Francisco, personagens que emergem do Junior Express. Com canções originais, a nova produção irá promover hábitos de vida saudáveis, como alimentação nutritiva e higiene pessoal, bem como valores como a importância do trabalho em equipa e o valor de partilhar momentos à mesa com a família e amigos.